# 크리스토퍼 터너
크리스토퍼 터너(Kristopher Turner, 1980년 9월 27일 ~ )는 캐나다의 배우이다.

## 출연 작품
- 퍼스트 리스폰스 (2015)
- 윙맨 주식회사 (2015)
- 세이빙 호프 시즌3 (2014)
- 세이빙 호프 시즌2 (2013)
- 세이빙 호프 시즌1 (2012)
- 리틀 비트 좀비 (2012)
- 위드아웃 어 패들 2 (2009)
- 인스턴트 스타 (2004)